# Twan Visser
Twan Visser (Maastricht, 11 mei 2001) is een Nederlands voetballer die als aanvaller voor MVV Maastricht speelt. Hij is de zoon van Hans Visser.

## Carrière
Twan Visser speelde in de jeugd van RKHSV en MVV Maastricht. Vanaf 2020 maakt hij deel uit van de eerste selectie van MVV. Hij maakte zijn debuut in het betaald voetbal op 9 augustus 2021, in de met 0-1 gewonnen uitwedstrijd tegen Jong FC Utrecht. Hij kwam in de 62e minuut in het veld voor Marciano Aziz. Na drie invalbeurten, raakte hij licht geblesseerd en ontbrak hij een maand, waarna hij weer terugkeerde in de selectie.

### Statistieken
| Seizoen                       | Club           | Land           | Competitie     | Competitie | Competitie | Beker | Beker | Totaal | Totaal |
| Seizoen                       | Club           | Land           | Competitie     | Wed.       | Dlp.       | Wed.  | Dlp.  | Wed.   | Dlp.   |
| ----------------------------- | -------------- | -------------- | -------------- | ---------- | ---------- | ----- | ----- | ------ | ------ |
| 2019/20                       | MVV Maastricht | Nederland      | Eerste divisie | 0          | 0          | 0     | 0     | 0      | 0      |
| 2020/21                       | MVV Maastricht | Nederland      | Eerste divisie | 0          | 0          | 0     | 0     | 0      | 0      |
| 2021/22                       | MVV Maastricht | Nederland      | Eerste divisie | 8          | 0          | 0     | 0     | 8      | 0      |
| Carrièretotaal                | Carrièretotaal | Carrièretotaal | Carrièretotaal | 8          | 0          | 0     | 0     | 8      | 0      |
| Bijgewerkt op 28 januari 2022 |                |                |                |            |            |       |       |        |        |